# FC Luxembourg City
El FC Luxembourg City es un equipo de fútbol de Luxemburgo que milita en la Éirepromotioun, la segunda liga de fútbol más importante del país.

## Historia
El club fue fundado el 26 de marzo del 2004 en la ciudad de Hamm (distrito de Luxemburgo) con el nombre FC RM Hamm Benfica a raíz de la fusión de los equipos FC Hamm 37 (fundado en 1937) y el FC RM 86 (fundado en el año 1986 a raíz de la fusión de los equipos FC Rapid Neeudorf (fundado en 1909) y FC Mansfeldia Clausen-Cents (fundado en 1919)).
Iniciaron en la Éirepromotioun en la temporada 2005/06, temporada en la que se ubicaron en la 6ª posición, aunque en la temporada 2007/08 jugaron su primera temporada en la Division Nationale, tras ganar el título del segundo nivel.
Al finalizar la temporada 2021-2022 el club pasa a llamarse FC Luxembourg City luego de mudarse a Luxembourg City.

## Palmarés
- Éirepromotioun: 2

2006/07, 2014/15